# Anomalon coreanum
Anomalon coreanum là một loài tò vò trong họ Ichneumonidae.